# Gari Petrowitsch Gawrilow
Gari Petrowitsch Gawrilow (russisch Гарий Петрович Гаврилов; * 19. November 1935 in Baku; † 5. Dezember 1999 in Moskau) war ein sowjetisch-russischer Mathematiker, Kybernetiker und Hochschullehrer.

## Leben
Gawrilow absolvierte das Erdöl-Technikum Sysran (Abschluss 1953) und studierte dann an der Lomonossow-Universität Moskau (MGU) in der Mechanisch-Mathematischen Fakultät (Mechmat) mit Abschluss 1958. Er arbeitete dann als Ingenieur in einem Unternehmen des Verteidigungsministeriums. 1960–1963 war er Aspirant an der MGU in der Mechmat bei Sergei Wsewolodowitsch Jablonski. 1964 verteidigte er mit Erfolg seine Dissertation über Probleme der funktionalen Vollständigkeit in der abzählbar-wertigen Logik für die Promotion zum Kandidaten der physikalisch-mathematischen Wissenschaften.
Ab 1963 lehrte Gawrilow am Lehrstuhl für Höhere Mathematik der Smolensker Filiale des Moskauer Energetischen Instituts (MEI). Er verfasste mit Sergei Wsewolodowitsch Jablonski und Waleri Borissowitsch Kudrjawzew eine Monografie über Funktionen der algebraischen Logik und Postsche Klassen, die 1966 erschien und deren deutsche Ausgabe mit dem Titel  Boolesche Funktionen und Postsche Klassen 1970 von Helmut Thiele und Rolf Lindner herausgegeben wurde. 1967 wurde Gawrilow Leiter der Abteilung für Wirtschaftsmathematik des Laboratoriums für mathematische Modellierung des Forschungsinstituts der Chlor-Industrie in Moskau.
Ab 1968 lehrte Gawrilow am Lehrstuhl für Höhere Mathematik des Moskauer Instituts für Aviatik-Technologie (MATI, ab 1993 Moskauer Staatliche Ziolkowski-Universität für Aviatik-Technologie). 1971 folgte die Ernennung zum Dozenten.
Ab 1971 arbeitete Gawrilow auch an der MGU als Dozent am Lehrstuhl für Mathematische Logik und Theorie der Automaten, der 1973 der Lehrstuhl für mathematische Kybernetik wurde.
Mit seinen Forschungsarbeiten lieferte Gawrilow wichtige Beiträge zur Entwicklung der Diskreten Mathematik, der Theorie der Funktionalsysteme und der mathematischen Logik. Schwerpunkte waren die endlich-wertigen und abzählbar-wertigen Logiken, die Graphentheorie und die Kombinatorik. 1997 verteidigte er mit Erfolg seine Doktor-Dissertation über Probleme der Charakterisierung von Funktionalsystemen mit der Superpositionsoperation für die Promotion zum Doktor der physikalisch-mathematischen Wissenschaften. 1999 wurde er zum Professor des Lehrstuhls für mathematische Kybernetik der Fakultät für Computermathematik und Kybernetik (WMK) der MGU ernannt.